# Vangueria silvicola
Vangueria silvicola là một loài thực vật có hoa trong họ Thiến thảo. Loài này được O.Lachenaud mô tả khoa học đầu tiên năm 2008.